# کیم اسمال
کیم اسمال (انگلیسی: Kim Small؛ زادهٔ ۱۳ آوریل ۱۹۶۵) بازیکن هاکی روی چمن اهل استرالیا بود.